# باول هاريس بوردمان
باول هاريس بوردمان (بالإنجليزية: Paul Harris Boardman)‏ هو منتج أفلام وكاتب سيناريو أمريكي، ولد في 1967.

## وصلات خارجية
- باول هاريس بوردمان على موقع IMDb (الإنجليزية)
- باول هاريس بوردمان على موقع ألو سيني (الفرنسية)
- باول هاريس بوردمان على موقع أول موفي (الإنجليزية)
- باول هاريس بوردمان على موقع بوكس أوفيس موجو (الإنجليزية)
- باول هاريس بوردمان على موقع قاعدة بيانات الأفلام السويدية (السويدية)
- باول هاريس بوردمان على موقع قاعدة بيانات الفيلم (الإنجليزية)
- باول هاريس بوردمان على موقع كينوبويسك (الروسية)